# Ruben Katoatau
Ruben Katoatau (* 9. Februar 1997) ist ein kiribatischer Gewichtheber.

## Karriere
Ruben Katoatau wurde bei den Olympischen Jugend-Sommerspielen 2014 Zehnter in der Bantamgewichtsklasse. Zwischen 2017 und 2019 gewann Kaoatau bei den Pazifikspielen insgesamt sechs Silbermedaillen und nahm 2018 an den Commonwealth Games teil. 2021 profitierte Katoatau von einer Absage eines samoanischen Athleten für die Olympischen Sommerspiele 2020. Durch seine Platzierung in der Rangliste Ozeaniens rückte er nach und belegte in Tokio in der Klasse bis 67 kg den zwölften Platz. Während der Eröffnungsfeier war er, gemeinsam mit der Judoka Kinaua Biribo, der Fahnenträger seiner Nation.
Sein Bruder David war ebenfalls Gewichtheber und nahm an drei Olympischen Spielen teil.